# 赵路
赵路（1984年3月4日—）是中国大陆的男性配音演员、歌手、体育解说员，供职于上海广播电视台东方明珠新媒体旗下的百视通BesTV。

## 配音作品

### 电视剧

#### 2020年
- 《浪花男神》安希达（李向哲 饰）

#### 2019年
- 《我的莫格利男孩》郑理（任言恺 饰）
- 《你好，对方辩友》清北（杰士鸣 饰）
- 《尸战朝鲜第一季》永信（金成圭 饰）

#### 2018年
- 《蜀山战纪2踏火行歌》白谷逸（聂子皓 饰）
- 《流星花园》冯美作
- 《翱翔于天际的夜鹰》（日本）天籁建造

#### 2016年
- 《旋风少女第二季》长安（池昌旭饰）
- 《刺客列传》齐之侃 （易柏辰饰）
- 《拥抱幸福》白仲聆（黄少祺 饰）

#### 2015年
- 《花千骨》东方彧卿（张丹峰 饰）
- 《蜀山战纪之剑侠传奇》丁隐（陈伟霆 饰）
- 《相爱穿梭千年》韩于飞（黄柏钧 饰）
- 《铠甲勇士捕将》尼克 (张子夜 饰）
- 《锦绣缘华丽冒险》左震 (黄晓明 饰）

#### 2014年
- 《风中奇缘》卫无忌（彭于晏饰）

#### 2012年
- 《无懈可击之蓝色梦想》徐浩廷（朱梓骁 饰）

#### 2011年
- 《怪侠欧阳德》欧阳德（小沈阳 饰）
- 《步步惊心》九阿哥（韩栋 饰）

### 电影
- 《神战：权力之眼》贝克（布兰顿·思怀兹饰）
- 《蚁人》路易斯（迈克尔·佩纳饰）
- 《幸存者》保尔·安德森（詹姆斯·达西饰）
- 《猎神：冬日之战》威廉姆王子（山姆·克拉弗林饰）

### 动画

#### 2015年
- 神荼————《勇者大冒险》
- 黑猫警长————《黑猫警长之翡翠之星》
- 卡修斯————《赛尔号5：雷神崛起》
- 恩佐————《洛克王国4：出发！巨人谷》
- 拉贝尔————《奥拉星：进击圣殿》
- 白小杨————《蜡笔总动员》
- 海绵宝宝————《海绵宝宝历险记：海绵出水》（美国）

#### 2016年
- 韩非————《天行九歌》
- 青年荆天明————《秦时明月之君临天下》2016新春特别篇
- 姬巧————《武庚纪》
- 冯夺————《太乙仙魔录之灵飞纪》
- 天海胜雪————《择天记》
- 穆白————《全职法师》
- 赵龙海————《双月之城》
- 许嘉木————《国民老公带回家》
- 雪狼————《聪明的顺溜之雄鹰小子》
- 凯尔————《精灵王座》
- 飞镖黄————《愤怒的小鸟》（美国）
- 布兰————《魔发精灵》（美国）
- 紫龙、阿布狄罗————《圣斗士星矢：圣域传说》（日本）
- C3PO、巴拉·提克————《乐高星球大战：抵抗组织的崛起》（美国）
- 厄尼————《伯特和厄尼的神奇冒险》（美国）

#### 2017年
- 玄极————《天谕》
- 冯夺————《太乙仙魔录之灵飞纪 第二季》
- 二阶堂红丸————《拳皇命运》
- 散白————《京剧猫之信念的冒险》
- 呼噜噜————《彩虹宝宝》
- 雷伊、谱尼————《赛尔号第8季：幻梦战记》
- 雷伊————《赛尔号：赛尔号6：圣者无敌》
- 鹳先生————《小飞象》（美国）

#### 2018年
- 戴沐白————《斗罗大陆》
- 萧鼎————《斗破苍穹 第二季》
- 刘富德、先皇————《帝王攻略》
- 蒙烽————《末日曙光》
- 天羽狩————《西行纪》
- 司徒陌————《白夜玲珑》
- 笑面书生、青龙、月澹台————《京剧猫之乘风破浪》
- 大鹏————《妈妈咪鸭》
- 君主————《犬之岛》（美国）
- 瘦鼠————《新灰姑娘》（美国）
- 角崎英介————《鹿枫堂》（日本）
- Happy————《魔法少女 俺》（日本）
- 游佐司狼————《神怒之日》（日本）

#### 2019年
- 萧鼎————《斗破苍穹 第三季》
- 魏通————《武动乾坤》
- 王野————《崩坏星河》
- 呈心————《绝命响应》
- 奥托·阿波卡利斯————《女武神的餐桌》
- 叉叉————《玩具总动员4》（美国）
- 飞镖黄————《愤怒的小鸟2》（美国）
- 雪宝————《冰雪奇缘2》（美国）
- 罗杰————《宠物联盟》（德国）
- 贾斯帕————《克劳斯：圣诞节的秘密》（西班牙）

#### 2020年
- 奥托·阿波卡利斯————《女武神的餐桌II》
- 维鲁特·克洛诺————《时之歌：花与焰的狂想诗》
- 凌肖————《恋与制作人》
- 方锐————《全职高手2》
- 陈末————《星骸骑士》
- 散白————《京剧猫之脚踏实地》

### 游戏

#### 单机游戏
- 姬轩辕、刘兄、二大爷————《古剑奇谭三》
- 肖途————《隐形守护者》
- 讲述者(布里陀毗罗阇战役、苏耶跋摩战役)————《帝国时代2：决定版》
- 弗林、连姆————《复仇者联盟》
- 耐坦尼尔、史都华、王晋海————《帝国时代3：决定版》

#### 网络游戏
- 阿尔伯特————《地下城与勇士》
- 凯隐————《英雄联盟》
- 龙百傲————《剑灵》
- 孟菲儿————《疾风之刃》
- 霍激蒙、卓断水————《新倩女幽魂》
- 百里研阳————《天涯明月刀OL》
- 天草、巫罗————《天下3》
- 哈罗德————《守望先锋》
- 安度因————《炉石传说》
- 神荼————《勇者大冒险》
- 雷霆之刃、双刃骑士————《最终兵器》
- 钟无痴、楚璎、应德海、何素阳、齐彭殇————《古剑奇谭网络版》
- 赫连春水、尤知味、袁源、何绍金、裘余、折玉————《逆水寒》
- 六耳猕猴、花果山————《灵山奇缘》
- 动力小子————《Apex英雄》
- 猎枭————《无畏契约》
- 萧卿云————《剑网3》

#### 手机游戏
- 元歌、狄仁杰、千年之狐、武陵仙君、鸣剑·曳影————《王者荣耀》
- 李白————《全民飞机大战》
- 塔卡————《虚荣》
- 纪宁————《小米超神》
- 德古拉————《天魔幻想》
- 小石————《战斗吧剑灵》
- 卡修斯————《赛尔号：精灵大作战》
- 方浩朗、梁景秋、陈锋————《元气偶像季》
- 卢卡————《夏目的美丽日记》
- 徐飞、赫尔墨斯、福尔摩斯————《王与异界骑士》
- 李沐清、谢云澜、言宸————《京门风月》
- 男玩家————《大航海之路》
- 奥托·阿波卡利斯————《崩坏3》
- 萧郎————《仙剑奇侠传：幻璃镜》
- 谢晓峰、阿吉————《三少爷的剑》
- 萧别离、西门吹雪————《飞刀又见飞刀》
- 秋水剑————《梦间集》
- 夏侯渊————《萌战无双》
- 牛魔王、金蝉子————《轮回诀》
- 路西法、特斯拉————《超维对决》
- 刘伯隐————《全民英杰传》
- 亚斯兰————《天使纪元》
- 武当————《一梦江湖》
- 白勇太————《QQ飞车》
- 拿破仑蛋糕、水信玄饼、烤羊排、血腥玛丽浆————《食之契约》
- 天海胜雪、折袖————《择天记》
- 温斯顿————《最终王冠》
- 慕北江————《宫廷计》
- 洛昂————《闪耀暖暖》
- 无赦————《半世界之旅》
- 穷奇————《云梦四时歌》
- 姬无命————《武林外传》
- 菲特————《魔力宝贝》
- 男剑客————《自由幻想》
- 重明鸟————《妖恋奇谭》
- 维鲁特————《时之歌》
- 洋甘菊————《茗心录》
- 顾惜朝————《遇见逆水寒》
- 少林弟子————《剑网3：指尖江湖》
- 夫诸————《绘真妙笔千山》
- 凌肖————《恋与制作人》
- 江千帆————《化芯物语》
- 张角————《少年三国志》
- 詹姆·兰尼斯特————《权力的游戏：凛冬将至》
- 木狼————《精灵食肆》
- 青坊主————《决战！平安京》
- 周瑜————《三国志：战略版》
- 金角————《长安幻世绘》
- 冰糖湘莲、太白鸭、素蒸音声部————《食物语》
- 李慕凡————《花与剑》
- 司徒一醉————《七色》
- 岱铭月————《云想之歌》
- 白泽————《山海镜花》
- 左然————《未定事件簿》
- 路辰————《时空中的绘旅人》
- 袁天罡————《梦幻西游三维版》
- 周瑜————《少年三国志2》
- 元翊————《浮生为卿歌》
- 塔巴斯————《小花仙》
- 李逍遥————《仙剑奇侠传：九野》
- 齐司礼————《光与夜之恋》
- 张起灵————《新盗墓笔记》
- 李白、韓非————《忘川风华录》
- 孙策————《三国志幻想大陆》
- 白玉京————《天涯明月刀》
- 艾德里安————《少女的王座》
- 陆林深————《黑猫奇闻社》
- 龙炎————《奥奇传说》
- 神里绫人————《原神》
- 陸唯————《璀璨星途》
- 星河------《花亦山心之月》
- 羅剎------《崩壞：星穹鐵道》

### 有声漫画
- 凌辰————《反派初始化》
- 三平音————《灰体》
- 王子艾斯————《狩梦人》
- 吴邪————《盗墓笔记之沙海》
- 第六天————《第六天魔王》
- 尼克————《49%的灵魂》
- 维鲁特————《时之歌：暮日醒觉诗》

### 广播剧
- 威尔第————《奥术神座》
- 殷沛、赵渊————《有匪》
- 蒙烽————《二零一三》
- 包斩————《十宗罪之电梯》
- 黎东源————《死亡万花筒》
- 生姜————《无患记》
- 刘全————《一世为臣》
- 张粲————《大域学宫》
- 东君————《南禅》
- 白泽————《山海镜花》
- 赵海军————《我们》
- 楚留香————《楚留香传奇》
- 玉衡————《化龙记》
- 素蒸音声部————《中华食谣·唐》食物语手游衍生同人广播剧
- 童如————《六爻》（喜马拉雅出品有声小说）
- 风昊泽————《天雨劫红》古剑奇谭网络版天玄教前史广播剧
- 吕蒙————《江东双璧》
- 君然————《谷围南亭》
- 于途————《你是我的荣耀》

## 音乐作品

### 2015
- 《黄昏尼罗河》————网络动画《勇者大冒险》片尾曲

### 2016
- 《夏目的美丽日记》————手机游戏《夏目的美丽日记》主题曲

### 2018
- 《心上江湖》————江南小说《中间人》同人曲

### 2019
- 《世间愿》————单机游戏《古剑奇谭三》同人曲
- 《一顾情长》————手机游戏《遇见逆水寒》顾惜朝角色曲
- 《法寄人间》——————动画《天行九歌》韩非生贺曲

### 2020
- 《向你》————手机游戏《时空中的绘旅人》公测推广曲
- 《夙音》————手机游戏《食物语》素蒸音声部角色曲